# Prässebo
Prässebo is een plaats in de gemeente Lilla Edet in het landschap Västergötland en de provincie Västra Götalands län in Zweden. De plaats heeft 75 inwoners (2005) en een oppervlakte van 37 hectare.